# Sonda espacial vertical
Sonda espacial vertical, em russo Высотный зонд атмосферный (VZA), é a designação de um artefato científico lançado como carga útil de um foguete de sondagem soviético de grande altitude em 12 de Outubro de 1967.
Desenvolvida pelo OKB-10 (hoje em dia ISS Reshetnev), a sonda foi lançada por intermédio de um foguete Kosmos-3M, numa trajetória estritamente vertical a partir da base de Kapustin Yar.
A massa de 310 kg da sonda associada a grande potência do foguete, fizeram com que a sonda alcançasse 4.400 km de altitude.
Anos mais tarde, essa sonda evoluiu para um modelo padronizado em duas versões: a sonda atmosférica de grande altitude (VZAF-C) e a sonda astrofísica de grande altitude (VZAF-H), ambas lançadas por um dos foguetes geofísicos, o K65UP.